# Saxifraga triaristulata
Saxifraga triaristulata là một loài thực vật có hoa trong họ Saxifragaceae. Loài này được Hand.-Mazz. miêu tả khoa học đầu tiên năm 1923.